# Председнички избори у САД 1816.
Председнички избори у Сједињеним Државама 1816. били су осми четворогодишњи председнички избори. Одржан је од 1. новембра до 4. децембра 1816. На првим изборима након завршетка рата 1812, демократско-републикански кандидат Џејмс Монро победио је федералисту Руфуса Кинга. Избори су били последњи на којима је Федералистичка партија поставила председничког кандидата.
Пошто је председник Џејмс Медисон одлучио да се повуче након што је одслужио два мандата, демократски републиканци су у марту 1816. одржали конгресни одбор за именовање. Уз подршку Медисона и бившег председника Томаса Џеферсона, државни секретар Монро је победио војног секретара Вилијама Х. Крафорда и победио председничку номинацију његове странке. Гувернер Њујорка Данијел Д. Томпкинс освојио је демократско-републиканску потпредседничку номинацију, настављајући партијску традицију да балансира између председничког кандидата из Вирџиније и потпредседника из Њујорка или Нове Енглеске. Федералисти нису формално номиновали кандидатуру, али сенатор Кинг из Њујорка се појавио као де факто кандидат федералиста.
Претходне четири године америчке политике биле су под утицајем ефеката рата 1812. Његов исход и мир закључен 1815. били су задовољавајући за амерички народ, а за резултате су заслужни демократски републиканци. Федералисти су дискредитовани супротстављањем рату и радикалном реториком федералиста Нове Енглеске на Хартфордској конвенцији. Такође, председник Медисон је усвојио одређене мере које фаворизују федералисти, укључујући националну банку и заштитне тарифе. Федералисти су имали мало тога да воде кампању, а Монро је лако освојио Изборни колеџ, са 16 од 19 држава.